# Amt Ludwigslust-Land
Het Amt Ludwiglust-Land is een samenwerkingsverband van 11 gemeenten in de Landkreis Ludwigslust-Parchim van de Duitse deelstaat Mecklenburg-Voor-Pommeren. De bestuurszetel bevindt zich in de stad Ludwigslust, die zelf echter geen deel uitmaakt van het amt.

## Gemeenten
1. Alt Krenzlin (749)
2. Bresegard bei Eldena (199)
3. Göhlen (564)
  1. met inbegrip van: Leussow ( x)
4. Groß Laasch (957)
5. Lübesse (699)
6. Lüblow (565)
7. Rastow (1.946)
8. Sülstorf (827)
9. Uelitz (467)
10. Warlow (506)
11. Wöbbelin (907)